# Jørgen Juve
Jørgen Juve (Porsgrunn, 22 november 1906 – Oslo, 12 april 1983) was een Noors voetballer die gedurende zijn carrière als aanvallende middenvelder speelde voor FC Lyn Oslo. Hij was later ook actief als voetbaltrainer van onder meer Molde FK. Juve overleed op 76-jarige leeftijd in de Noorse hoofdstad Oslo.

## Interlandcarrière
Jørgen Juve won met het Noors voetbalelftal de bronzen medaille op de Olympische Zomerspelen 1936 in Berlijn, Duitsland. Hij was aanvoerder van de ploeg onder leiding van bondscoach Asbjørn Halvorsen, die in de troostfinale met 3-2 won van Polen dankzij drie treffers van aanvaller Arne Brustad. In totaal speelde Juve 45 interlands voor zijn vaderland en scoorde hij 33 keer in de periode 1928-1937.